# Casey Dellacqua
Casey Dellacqua (født 11. februar 1985 i Perth, Australien) er en kvindelig professionel tennisspiller fra Australien.
Casey Dellacqua højeste rangering på WTA single rangliste var som nummer 39, hvilket hun opnåede 28. juli 2008. I double er den bedste placering nummer 9, hvilket blev opnået 11. maj 2009. 